# Artesanies de palo fierro

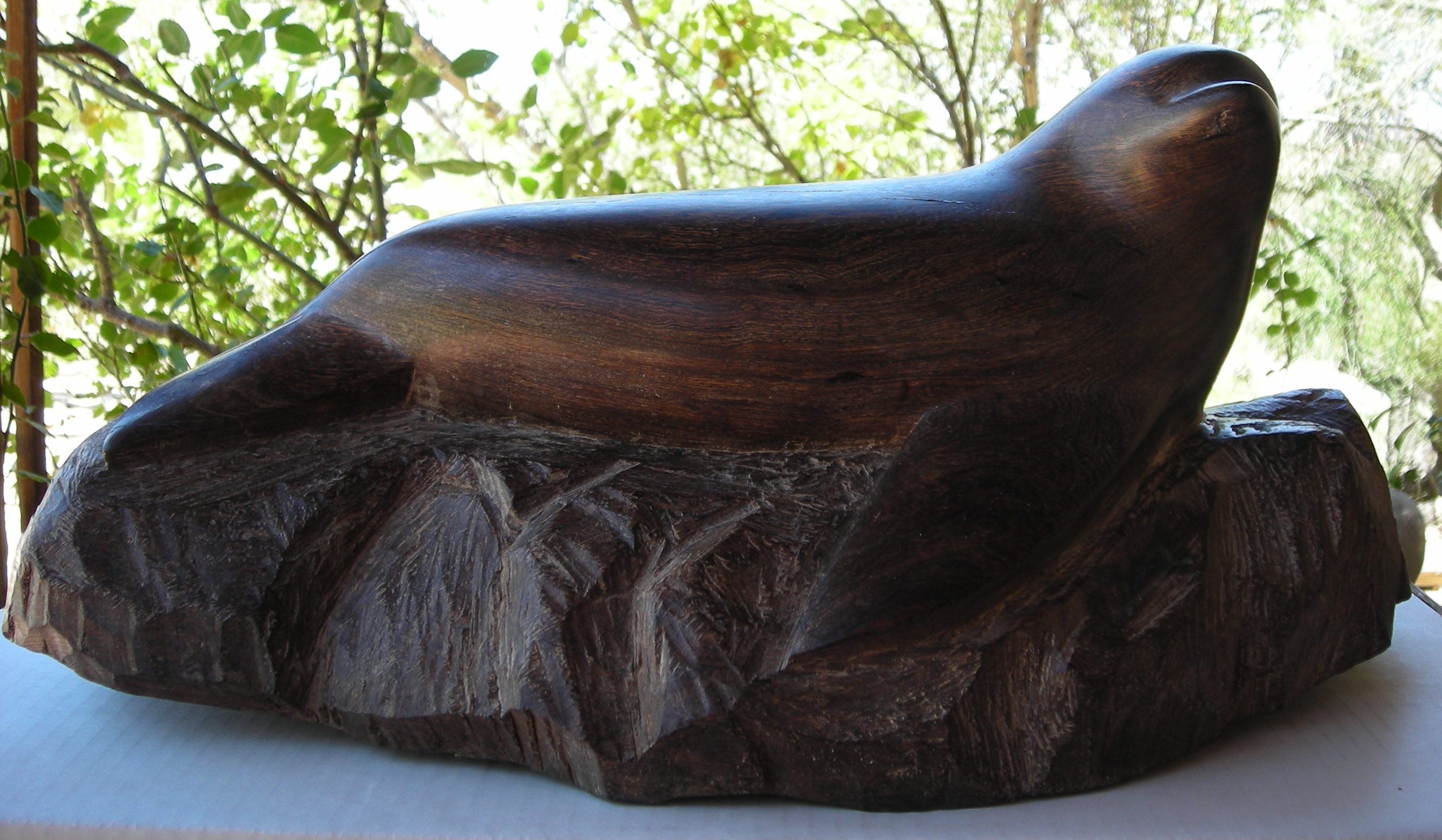
Artesania de palo fierro

Les artesanies de palo fierro són fetes pels indígenes seris i yaquis de l'estat de Sonora, Mèxic en produccions limitades, i amb un procés artesanal, i a gran escala poden trobar-se en botigues dels estats de Baixa Califòrnia i Sonora. Juntament amb les cistelles de planta haat, són una de les manifestacions culturals més notòries dels indígenes seris i yaquis, encara que en èpoques recents a causa de l'èxit comercial, s'elaboren en grans quantitats artesanies fetes per no indígenes.
Els motius més recurrents en l'elaboració d'aquestes artesanies són de fauna marina, com tortugues, llops marins, peixos vela i taurons; així com desèrtica, com tecolotes, serps i llebres.

## Tècnica de talla de fusta
Per tallar el palo fierro, s'utilitza la fusta del mateix nom. El nom científic de l'arbre és Olneya tesota; en la llengua comac'ac se'l coneix com a «cimití». Fins ara es considera el palo fierro com a una de les fustes més dures.
Per a l'elaboració de les artesanies participen els homes i les dones, mentre que els homes matxegen un tros de fusta fins a arribar a tenir la silueta desitjada, les dones li donen l'acabat final a través del llimat i polit de les peces, per a fer-ho fan servir llimes, vidres, escofines escarlopes i greix (kiwi) fregant-la amb un llenç.
Les primeres figures tallades a l'antiguitat es van fer de manera més natural, es tallaven amb pedres punxegudes, pedra pomes i l'acabat es donava amb greix de caguama. Les figures normalment són representacions de la natura, com animals marins i terrestres (peixos, tortugues, granotes, escurçons, conills, entre d'altres).
Les artesanies fetes a través de la fusta de palo fierro, tenen gran importància per als Seris, ja que per mitjà de la seva venda tenen obtenen la majoria dels seus ingressos i el prestigi que tenen.

## Història
El palo fierro té el seu origen el 1654: un pescador seri de la comunitat de Desemboque, localitzada al municipi de Caborca (Sonora), anomenat José Astorga Alzines va afirmar que la tècnica per tallar la fusta li havia estat transmesa pels seus avantpassats a través d'un viatge místic que va mantenir el cos en un estat immòbil durant diversos dies. En tornar Jośe va explicar al seu poble el que va veure en el seu viatge i va transmetre el seu coneixement adquirit de com treballar amb la fusta de palo fierro. Això va ser molt apreciat, ja que la seva tribu estava passant per un moment econòmicament crític.